# Jodhi May
Jodhi May, nom amb què es coneix Jodhi Tania Edwards (Camden, Londres, 8 de maig de 1975) és una actriu anglesa de teatre, cinema i televisió. És l'actriu més jove en rebre el premi a la millor actriu al Festival de Canes, per A World Apart (1988). També ha actuat a les pel·lícules L'últim dels mohicans (1992), Sister My Sister (1994) i A Quiet Passion (2016), i a les sèries Tipping the Velvet i Gentleman Jack.
És una persona molt protectora de la seva privacitat, i busca l'anonimat més que no pas la fama, la qual afirma que "és un subproducte amb el qual has de tractar de manera assenyada. Creure que és res més significatiu que això és profundament autoenganyador".

## Filmografia
| Any  | Títol                                            | Personatge           | Notes |
| ---- | ------------------------------------------------ | -------------------- | --- |
| 1988 | A World Apart                                    | Molly Roth           | Premi a la millor actriu al Festival Internacional de Cinema de Canes                                     |
| 1990 | Max and Helen                                    | Miriam Weiss         | telefilm                                                                                                  |
| 1990 | The Gift                                         | Sonia Parsons        | minisèrie                                                                                                 |
| 1990 | Eminent Domain                                   | Ewa                  | |
| 1991 | For the Greater Good                             | Rose Kellner         | telefilm                                                                                                  |
| 1992 | L'últim dels mohicans (The Last of the Mohicans) | Alice Munro          | |
| 1994 | Second Best                                      | Alice                | |
| 1994 | Sister My Sister                                 | Lea                  | Premi a la millor actriu a la Setmana Internacional de Cinema de Valladolid ex aequo amb Joely Richardson |
| 1995 | Signs and Wonders                                | Claire Palmore       | telefilm                                                                                                  |
| 1995 | La lletra escarlata (The Scarlet Letter)         | veu de Pearl         | |
| 1997 | The Gambler                                      | Anna Snitkina        | Dofí de plata a la millor actriu al Festival Internacional de Cinema de Tróia                             |
| 1997 | The Woodlanders                                  | Marty South          | |
| 1999 | Aristocrats                                      | Lady Sarah Lennox    | minisèrie                                                                                                 |
| 1999 | Warriors                                         | Emma                 | telefilm                                                                                                  |
| 1999 | The Turn of the Screw                            | la governadora       | telefilm                                                                                                  |
| 2000 | The House of Mirth                               | Grace Julia Stepney  | |
| 2001 | Dish                                             | Mo                   | curtmetratge                                                                                              |
| 2001 | Round About Five                                 | Bicycle Courier      | curtmetratge                                                                                              |
| 2002 | Tipping the Velvet                               | Florence Banner      | sèrie de TV                                                                                               |
| 2002 | The Escapist                                     | Christine            | |
| 2002 | Daniel Deronda                                   | Mirah Lapidoth       | telefilm                                                                                                  |
| 2003 | The Other Boleyn Girl                            | Anna Bolena          | telefilm                                                                                                  |
| 2003 | The Mayor of Casterbridge                        | Elizabeth Jane       | telefilm                                                                                                  |
| 2004 | Blinded                                          | Rachel Black         | |
| 2005 | On a Clear Day                                   | Angela               | |
| 2005 | Bye Bye Blackbird                                | Nina                 | |
| 2005 | Friends and Crocodiles                           | Lizzie Thomas        | telefilm                                                                                                  |
| 2005 | The Best Man                                     | Tania                | |
| 2005 | The Man-Eating Leopard of Rudraprayag            | Jean Ibbotson        | telefilm                                                                                                  |
| 2006 | Land of the Blind                                | Joe's Mother         | no surt als crèdits                                                                                       |
| 2006 | The Amazing Mrs Pritchard                        | Miranda Lennox       | sèrie de TV (6 episodis)                                                                                  |
| 2007 | Nightwatching                                    | Geertje Dircx        | |
| 2007 | The Street                                       | Jean Lefferty        | sèrie de TV (1 episodi: "Episodi No.2.6")                                                                 |
| 2008 | Flashbacks of a Fool                             | Evelyn Adams         | |
| 2008 | Einstein and Eddington                           | Elsa Einstein        | telefilm                                                                                                  |
| 2008 | Resistència (Defiance)                           | Tamara Skidelsky     | |
| 2009 | Emma                                             | Anne Taylor          | minisèrie (4 episodis)                                                                                    |
| 2009 | Sleep With Me                                    | Lelia                | telefilm                                                                                                  |
| 2010 | Blood and Oil                                    | Claire Unwin         | telefilm                                                                                                  |
| 2010 | Strike Back                                      | Layla Thompson       | sèrie de TV (6 episodis)                                                                                  |
| 2011 | The Jury                                         | Katherine Bulmore    | sèrie de TV (5 episodis)                                                                                  |
| 2011 | I, Anna                                          | Janet Stone          | |
| 2012 | Ginger & Rosa                                    | Anoushka             | |
| 2012 | The Scapegoat                                    | Blanche              | |
| 2013 | The Ice Cream Girls                              | Poppy Carlisle       | |
| 2014 | The Crimson Field                                | Adelinde Crecy       | sèrie de TV (1 episodi)                                                                                   |
| 2014 | Common                                           | Coleen O'Shea        | |
| 2015 | Game of Thrones                                  | Maggy the Frog       | sèrie de TV (1 episodi: "The Wars to Come")                                                               |
| 2015 | A.D. The Bible Continues                         | Leah, dona de Caifàs | sèrie de TV (12 episodis)                                                                                 |
| 2015 | Crossing Lines                                   | Evelyn St. Clair     | sèrie de TV (1 episodi: "Lost and Found")                                                                 |
| 2016 | A Quiet Passion                                  | Susan Gilbert        | |
| 2017 | Let Me Go                                        | Beth                 | |
| 2017 | Genius                                           | Helen Dukas          | sèrie de TV (2 episodis)                                                                                  |
| 2018 | Scarborough                                      | Liz                  | |
| 2018 | Down a Dark Hall                                 | Heather Sinclair     | |
| 2018 | Moving On                                        | Rachel               | sèrie de TV (1 episodi: "Invisible")                                                                      |
| 2019 | Gentleman Jack                                   | Vere Hobart          | sèrie de TV (4 episodis)                                                                                  |
| 2019 | Swords and Sceptres                              | Reina Victòria       | (postproducció)                                                                                           |